# Komboecha
Komboecha is een drankje dat ontstaat uit fermentatie van gezoete thee door azijnzuurbacteriën- en gist-culturen. Komboecha ontstaat door telkens verse thee te 'voeren' aan een symbiose van micro-organismen in de vorm van een dik gelatine-achtig, glanzend vlies. Dit vlies wordt 'zwam' of SCOBY genoemd, een afkorting van symbiotic culture of bacteria and yeast – ofwel een symbiotische cultuur van bacteriën en gisten. De cultuur ontwikkelt in de drank vooral glucuronzuur, melkzuur, azijnzuur en verschillende vitamines.

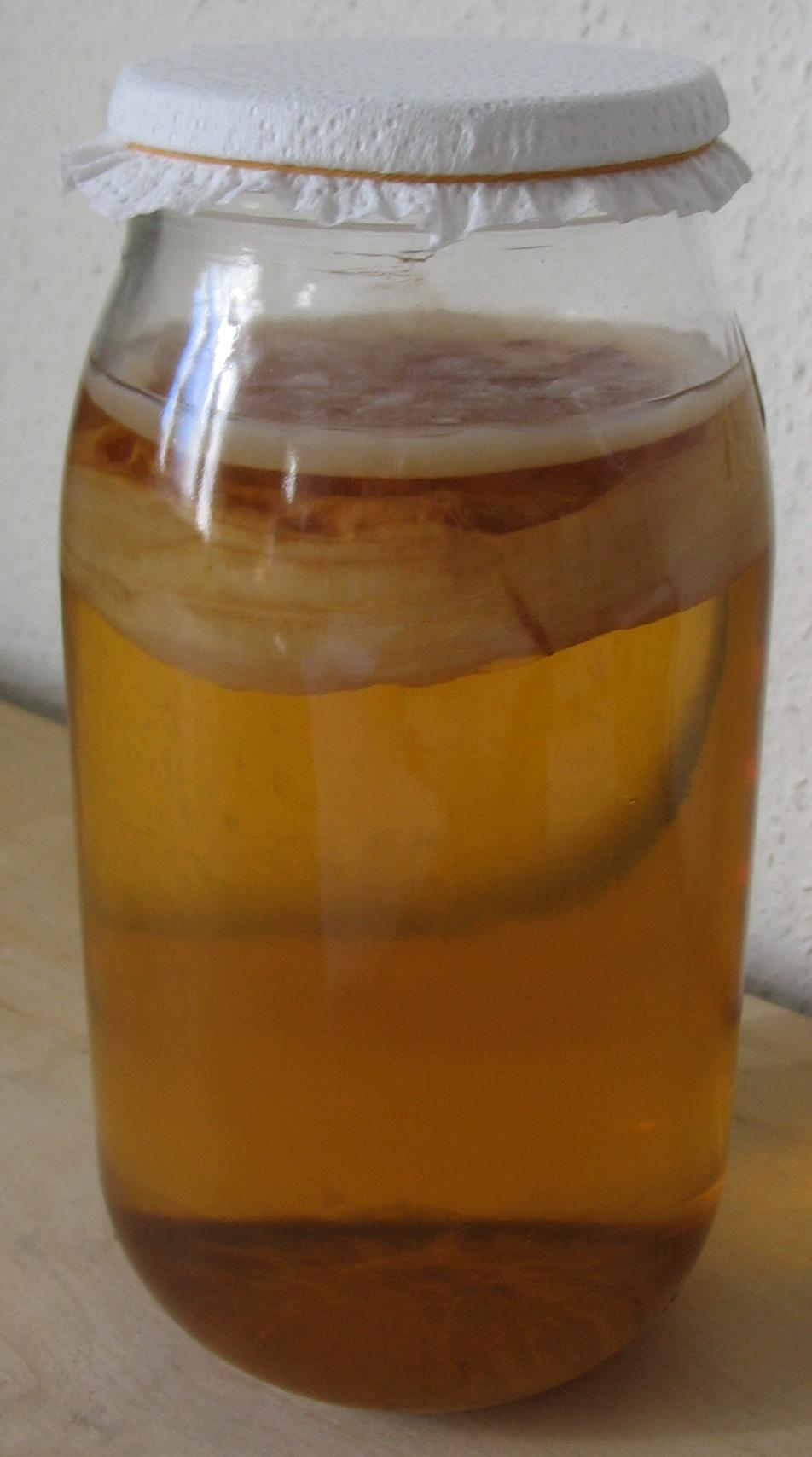
thee met de komboecha-symbiose

## Vermeende eigenschappen
Onbewezen gezondheidsvoordelen zouden zijn:
- een ontgifting van het lichaam door glucuronzuur
- de antimicrobiële werking van melkzuur
- antibiotische eigenschappen in het algemeen
- een reiniging van het kliersysteem
- bevordering van de spijsvertering
- neutralisatie van urinezuur

Twee wetenschappelijke overzichtsartikelen uit 2000 en 2003 naar de gezondheidseffecten van komboecha besloten dat de vermeende gezondheidsvoordelen van deze drank onbewezen zijn, terwijl er wel gevalstudies zijn die twijfel wekken over de veiligheid van komboecha. In genoemde gevallen bestaat het vermoeden voor onder andere veroorzaakte leverbeschadiging (wat paradoxaal lijkt gezien latere onderzoeken die juist een leverbeschermende werking laten zien), metabole acidose en antrax-infecties van de huid.
Komboecha kreeg van de Stichting IOCOB in het beoordelingssysteem voor alternatieve geneeswijzen een rood stoplicht, wat staat voor de categorie kwakzalverij. Verder stelt de stichting: "Soms worden er zelfs heel gevaarlijke schimmels in de thee gevonden, zoals Aspergillus". Hoewel het in geen van de genoemde studies bewezen wordt geacht dat komboecha direct de oorzaak is voor de negatieve effecten raden de wetenschappers in 2000 en 2003 het gebruik van komboecha af vanwege de mogelijke risico's.
In België is de verkoop van geneesmiddelen gebaseerd op komboecha verboden.

## Naam
De benaming is pseudo-Japans; cha (茶) is Japans voor thee, en kobu of kombu of konbu (昆布) is een eetbare soort bruinwier die als basis kan dienen voor een (niet-gefermenteerde) thee genaamd kobu-cha of konbu-cha (昆布茶). De verkeerde overname van dit woord lijkt te berusten op een misverstand.

## Veganistisch leer

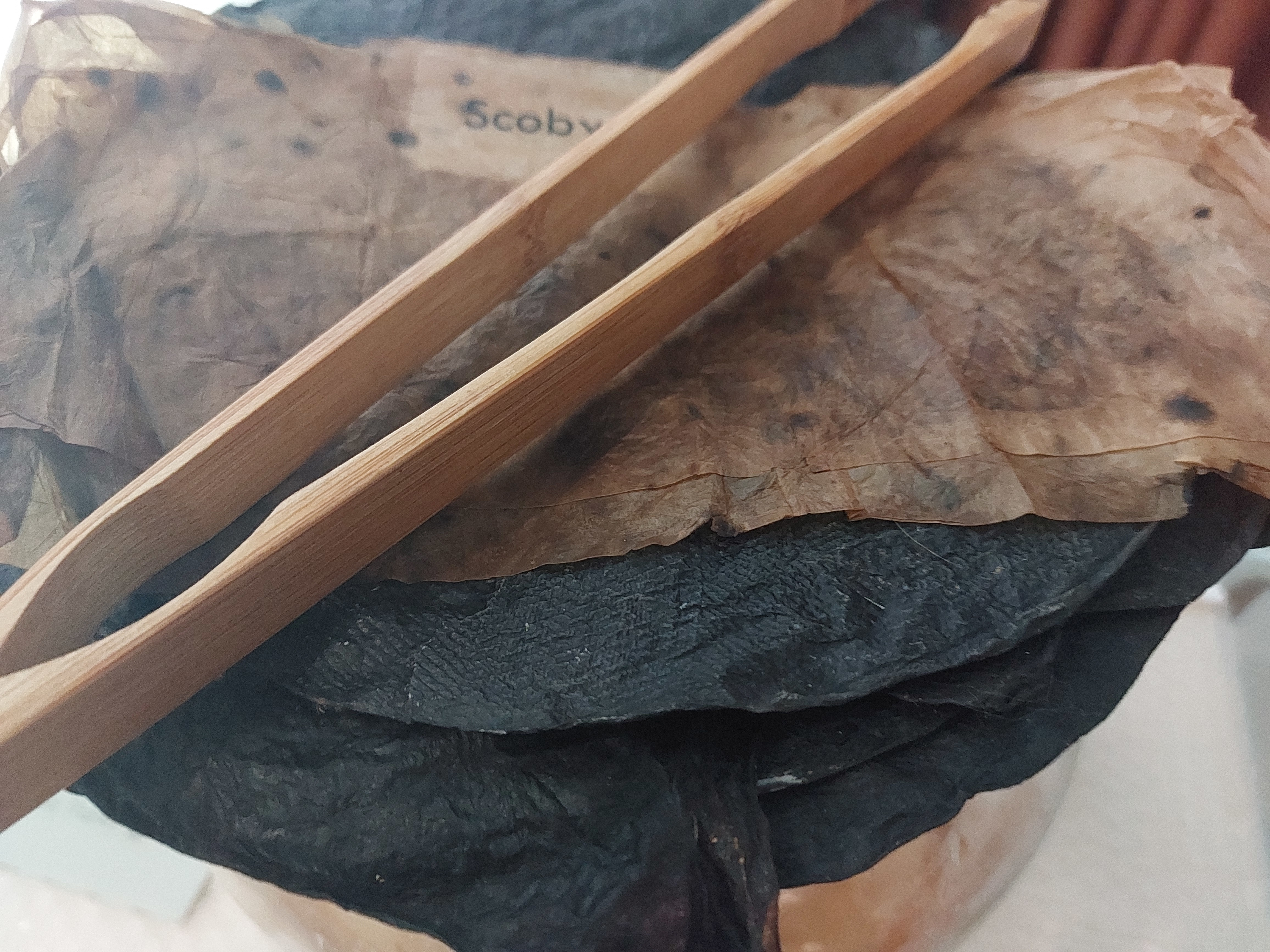
Veganistisch leer gemaakt van SCOBY door Astrid Hage

Van de SCOBY zwam kan veganistisch leer gemaakt worden.